# Pauluskirche (Zürich)

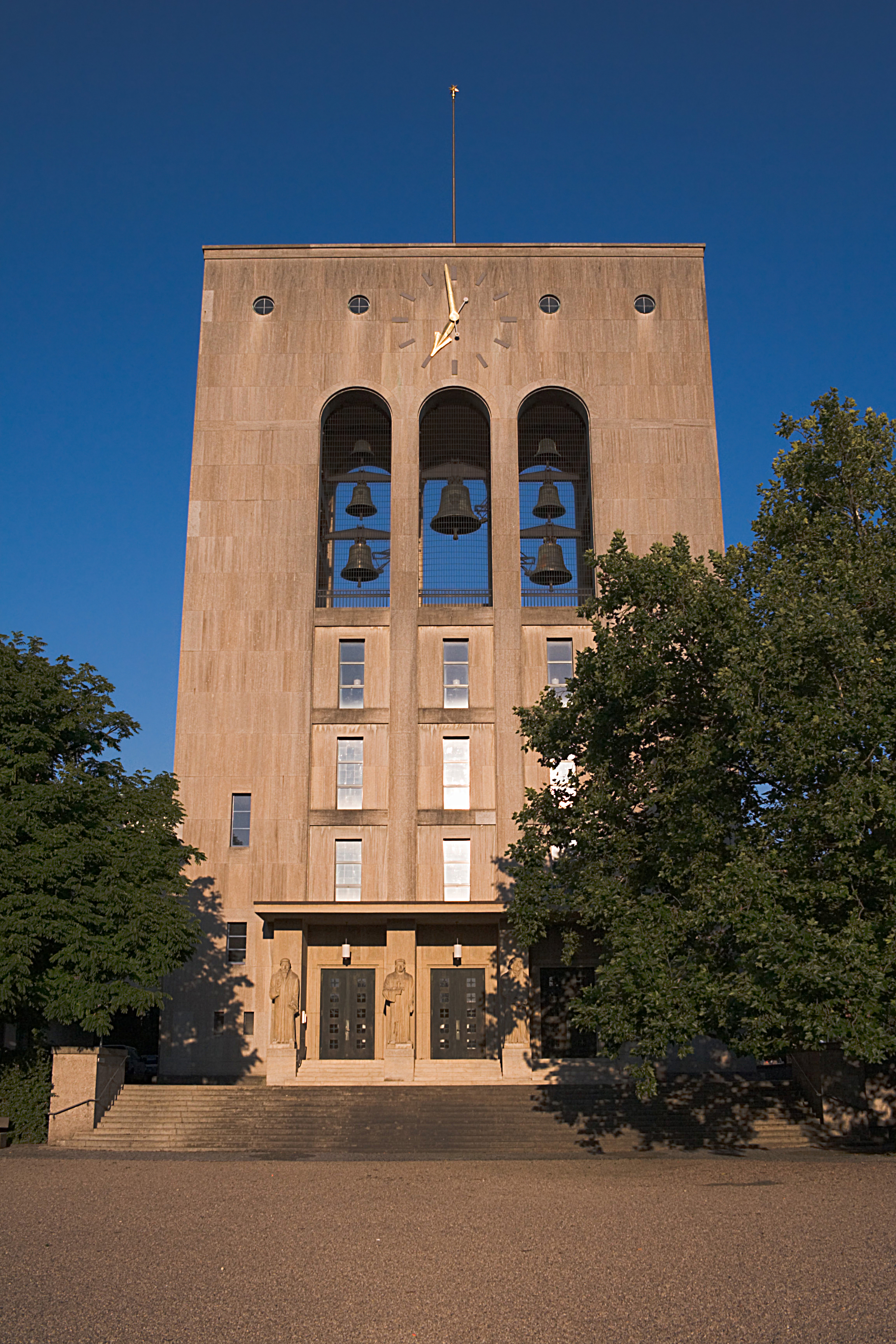
Pauluskirche (Zürich)

Die Pauluskirche ist neben der Kirche Unterstrass und der Matthäuskirche eine der drei evangelisch-reformierten Kirchen im Zürcher Quartier Unterstrass. Die Pauluskirche besitzt das grösste Geläute des Kantons Zürich.

## Geschichte
In den 1920er Jahren wuchs die Kirchgemeinde Unterstrass auf über 14000 Mitglieder an, hauptsächlich wegen verschiedenen neu entstandenen Wohnsiedlungen nördlich der Kirche Unterstrass. Deshalb wurde der Bau einer zweiten, grossen reformierten Kirche im Quartier unumgänglich. 1929 fand ein öffentlicher Wettbewerb in zwei Phasen statt, aus denen das Projekt von Martin Risch als Sieger hervorging. Am 21. Februar 1932 wurde das Projekt nach einer leidenschaftlichen Volksabstimmung bei 13497 Ja- und 8000 Nein-Stimmen angenommen. Im Juni des Jahres 1932 begann der Aushub für das Ensemble, bestehend aus Kirchgemeindehaus, Kirchenhof und Gotteshaus von den Architekten Martin Risch und August Arter. Am 19. August 1932 fand die Grundsteinlegung statt. Am 23. September 1933 zogen 1500 Kinder die Glocken in den Kirchturm auf und am 14. Januar 1934 wurde die fertiggestellte, 1400-plätzige Pauluskirche eingeweiht. In den Jahren 1984–1986 fand eine umfassende Aussensanierung der Kirche statt, 2007 wurde durch team4 Architekten Zürich eine Innensanierung durchgeführt.

## Baubeschreibung

### Aussenbereich
Die städtebaulich und architektonisch sorgfältig gestaltete Anlage mit Gemeindehaus, Kirche und Hof gilt als eines der frühesten kirchlichen Gemeindezentren der Schweiz. Das Kirchgemeindehaus, flankiert von zwei Wohnflügeln, wurde 1932, die Kirche als 2. Etappe 1933 auf dem Gelände des ehemaligen Eggenschwyler-Zoos erbaut. Der wuchtige Kirchturm mit Flachdach und Glockenterrasse dominiert das baulich schlichte Ensemble und beherbergt das grösste Geläute des Kantons Zürich. Das siebenstimmige Glockengeläut aus Bronze wurde 1933 von der Glockengiesserei H. Rüetschi hergestellt.
|             | Glocke 1 | Glocke 2      | Glocke 3 | Glocke 4 | Glocke 5       | Glocke 6 | Glocke 7      |
| Bezeichnung |          | Elfuhr-Glocke |          |          | Betzeit-Glocke |          | Morgen-Glocke |
| Gewicht     | 6220 kg  | 3500 kg       | 2600 kg  | 1840 kg  | 1525 kg        | 1026 kg  | 785 kg        |
| Schlagton   | g°       | b°            | c′       | d′       | es′            | f′       | g′            |

Die Pauluskirche ist ein längsrechteckiger, geosteter Saalbau. Überragt wird der mit Muschelkalk von Estavayer verkleidete Betonbau durch seinen 34 Meter hohen Eingangsturm, der mit seinem offenen Glockenstuhl ein weit herum sichtbares Wahrzeichen des Milchbuckquartiers ist. Die Längsfassaden der Kirche sind durch hohe Rechteckfenster gegliedert. Über eine breite Freitreppe gelangt der Besucher zu den Kirchentüren, zwischen denen Standbilder von Zwingli, Luther, Calvin und Bullinger angebracht sind. Gestaltet wurden diese Standbilder von Otto Kappeler.
Die Kirche gilt als ein ausgeprägt monumentales Beispiel des Heimatstils. Einflüsse des Neuen Bauens lassen sich ebenso erkennen wie Merkmale der faschistischen Architektur der 1930er-Jahre.

### Innenraum
Auch der Innenraum beeindruckt durch seine schiere Grösse und demonstrative Monumentalität: ein streng axial ausgerichteter, funktionaler Hallenbau mit über tausend Sitzplätzen, verteilt auf Kirchenschiff und zwei Emporen. Beidseitig angeordnete Strebepfeiler gliedern den Raum in 10 Joche und lassen das Tageslicht nur indirekt einfallen. Zusammen mit einer matten Bleiverglasung bewirkt dies im Raum eine Weichzeichnung, die sakrale Abgeschiedenheit vermittelt. Der Orgelprospekt und ein leuchtend farbiges Glasfenster von Augusto Giacometti, das die Theologischen Tugenden Glaube, Liebe und Hoffnung darstellt, bilden die Kulisse für die gottesdienstlichen Handlungen vor der Kanzelwand.
Dieser Gegensatz von schlichter Sachlichkeit im Aussenbereich und feierlicher Wirkung im Innern, hervorgerufen durch die edle Farbgebung in verschiedenen Grautönen und durch die indirekte Beleuchtung, löste in den 1930er Jahren eine heftige Kontroverse um den reformierten Kirchenbau aus. Die Anlage steht heute unter kommunalem Denkmalschutz.
Da die Kirchgänger die Monumentalarchitektur als bedrückend und nicht mehr zeitgemäss erlebten, suchte die Kirchgemeinde bei der Renovation des Innenraums im Jahr 2007 nach Möglichkeiten, die Monumentalität der Architektur von 1934 zu brechen, ohne in die ursprüngliche Gestaltung allzu stark einzugreifen. Deshalb wurde die Idee einer hellen Farbgebung des Innenraums sowie einer bunten Verglasung fallen gelassen. Stattdessen wurde die Verkleidung der Chorwand mit Blattpalladium als neuer Blickfang gestaltet, sodass deren Oberfläche das hereinfallende Licht reflektiert. Zudem wurde der Chorbereich erweitert, um ihn je nach Veranstaltung unterschiedliche bestuhlen zu können.

## Orgel
Die Orgel wurde 1934 von Orgelbau Kuhn (Männedorf) erbaut. Das Instrument besitzt elektrische Trakturen und hatte ursprünglich 52 Register auf drei Manualen samt Pedal. 1964 erfolgte ein Umbau durch Ziegler Orgelbau mit gleichzeitiger Erweiterung um 12 Register. Seit der Renovation durch Orgelbau Kuhn im Jahre 2006 hat das Schleifladen-Instrument 66 Register und besitzt einen neuen Spieltisch. Das Register Untersatz ist ein „akustisches“ 32′-Register, d. h. ein Ton setzt sich aus jeweils einer 16′-Pfeife und einer 10 2⁄3′-Pfeife zusammen, was den akustischen Eindruck eines 32′-Tones ergibt.
| I Hauptwerk C–g3 |       |
| Principal        | 16′   |
| Principal        | 8′    |
| Gedeckt          | 8′    |
| Flöte            | 8′    |
| Gambe            | 8′    |
| Octave           | 4′    |
| Nachthorn        | 4′    |
| Quinte           | 2 ⁄3′ |
| Octave           | 2′    |
| Mixtur major     | 2′    |
| Mixtur minor     | 1′    |
| Glockenzimbel    | 1⁄2′  |
| Cornet V         | 8′    |
| Zinke            | 8′    |
| Clairon          | 4′    |

| II Positiv C–g3 |       |
| Principal       | 8′    |
| Gedackt         | 8′    |
| Gemshorn        | 8′    |
| Principal       | 4′    |
| Rohrflöte       | 4′    |
| Sesquialtera II | 2 ⁄3′ |
| Principal       | 2′    |
| Nachthorn       | 2′    |
| Larigot         | 1 ⁄3′ |
| Octave          | 1′    |
| Scharf          | 1⁄2′  |
| Cimbel          | 1⁄4′  |
| Dulcian         | 16′   |
| Klarinette      | 8′    |
| Tremulant       |       |

| III Schwellwerk C–g3 |        |
| Gedackt              | 16′    |
| Principal            | 8′     |
| Rohrflöte            | 8′     |
| Salicional           | 8′     |
| Unda Maris           | 8′     |
| Octave               | 4′     |
| Koppelflöte          | 4′     |
| Gemshorn             | 4′     |
| Nasard               | 2 ⁄3′  |
| Flöte                | 2′     |
| Terz                 | 1 3⁄5′ |
| Plein Jeu            | 2′     |
| Terzzimbel           | 1 3⁄5′ |
| Bombarde             | 16′    |
| Trompete             | 8′     |
| Oboe                 | 8′     |
| Voix humaine         | 8′     |
| Clairon              | 4′     |
| Tremulant            |        |

| Pedal C–f1      |     |
| Untersatz       | 32′ |
| Principal       | 16′ |
| Flöte           | 16′ |
| Subbass         | 16′ |
| Gedackt         | 16′ |
| Principal       | 8′  |
| Cello           | 8′  |
| Spillflöte      | 8′  |
| Gedackt         | 8′  |
| Octave          | 4′  |
| Flöte           | 4′  |
| Schwegel        | 2′  |
| Mixtur V        | 2′  |
| Posaune         | 16′ |
| Sordun          | 16′ |
| Trompete        | 8′  |
| Fagott          | 8′  |
| Zinke           | 4′  |
| Singend Kornett | 2′  |

- Koppeln: II/I, III/I, I/P, II/P, III/P